# Realisme perifèric
El realisme perifèric és una teoria de política exterior derivada de la particular perspectiva (llatinoamericana) dels estats perifèrics. Aquest punt de vista de les relacions internacionals entén al sistema internacional com una incipient estructura jeràrquica basada en les diferències percebudes entre els estats: els que donen les ordres, els que les obeeixen, i aquells que es rebel·len. L'enfocament perifèric introdueix una forma diferent d'entendre el sistema internacional, és a dir, des del punt de vista únic dels estats que no imposen les «regles del joc» i que pateixen costos alts quan confronten amb els que sí que ho fan. Per tant, la política exterior dels estats perifèrics sol ser emmarcada i executada de manera que l'interès nacional es defineix en termes de desenvolupament, on la confrontació amb les grans potències s'evita. L'autonomia no s'entén com a llibertat d'acció, sinó més aviat en els termes dels costos d'utilització d'aquesta llibertat.
Les següents línies resumeixen els postulats del realisme perifèric:
| « | Les polítiques que generen costos per a la població són immorals. Per a un país perifèric, vulnerable, empobrit i poc estratègic per als interessos vitals de les potències centrals, l'única política exterior moral és aquella que redueix els costos i riscos de costos eventuals, maximitza beneficis i, per sobretot, atreu inversions i baixa les taxes de risc-país. | » |
| — | |   |